# جنيح (طيران)
الجنيح أو Aileron هو سطح توجيه مفصلي متصل بالحافة الخلفية لجناحي الطائرة. فهو يستخدم لدوران الطائرة. والجنيحان مرتبطان ببعضهما البعض بشكل مثالي بحيث احدهما يرتفع إذا انخفض الآخر، فالجناح الذي به الجنيح المنخفض تزداد عنده قوة الرفع فيرتفع بينما الجناح الآخر الذي به الجنيح المرتفع فسوف تقل عنده قوة الرفع مما ينتج عزم الدوران خلال المحور الطولي للطائرة. (Aileron) كلمة فرنسية وتعني الجناح الصغير أو الجنيح.

## تاريخ موجز
بما ان حاجة الطائرة لتويجه بالدوران لم يكن مثل الحاجة للتوجيه للامام أوالانحدار، فجاءت الحاجة لاستخدام الجنيح قوية بعد استخدام الدفة والمصعَِد. اخوان رايت استخدموا تحريك الجناح بالحبال للدوران قبل أن يظهر الجنيح بعد ذلك فيتطور استخدام الطائرة بحالة الدوران.
ظهر تعارض بمن هو أول من اخترع الجنيح، فقبل ظهور الطائرات ذات القدرة أي عام 1868 سجل المخترع الإنجليزي بولتون أول براءة اختراع لجهاز ذو جنيح للتوجيه الجانبي. النيوزيلاندي ريتشارد بيرس عرض طائرة احادية السطح (شبه شراعية) تعمل بالطاقة واحتوت على جنيح صغير وكان ذلك في بدايات 1902. ولكن ادعاءاته كانت مثيرة للجدل، وحتى بتقريره الخاص حيث لايمكن التحكم بطائرته وحاول من بعده سانتوس دومونت تطوير تلك الطائرة اواخر 1906 ولكن مع ذلك لم تكن بالتي يمكن التحكم بها بالكامل خلال الطيران ربما بسبب شكل الجناح الغير اعتيادي.
ثم بدأ تطوير الجنيح بواسطة جمعية التجارب الجوية (Aerial Experiment Association) حيث كان رئيسها ألكسندر غراهام بيل بواسطة الفرنسي روبرت بيلتيري. ثم اتى هنري فارمان بجنيحه على التصميم فارمان 3 حيث كان أول جنيح شبيه للجنيحات الحديثة، وله الحق بادعائه بان تصميمه أصل تصميم الجنيحات الحديثة.

## أنواع الجنيحات

### جنيح فريس
طور المهندس ليسلي جورج فريس شكل الجنيح والذي يستخدم لمقاومة معاكس للانعطاف. الجنيح متمحور في 20% من خط الوتر الرئيسي وفي أسفل السطح. الحافة الأمامية للجنيح تكون قريبة جدا من الجناح، لذلك فعندما يرتفع الجنيح للأعلى (مما يجعل الجناح ينخفض للأسفل), الحافة الأمامية للجنيح ستخفض من جريان الهواء تحت سطح الجناح مما يضيف قوة سحب للجناح وهذا السحب يسبب الطائرة للالتفاف للجهة المطلوبة.